# WWWA世界シングル王座
WWWA世界シングル王座（スリーダブリュー・エーせかいシングルおうざ）は、全日本女子プロレスが管理、WWWAが認定していた王座。「WWWA」は「World Women's Wrestling Association（世界女子レスリング協会）」の略。

## 歴史
1937年1月28日、ミルドレッド・バークがクララ・モーテンソンを破って世界女子王座を獲得。
1950年、世界女子王座を管理する機関としてロサンゼルスにWWWAを発足してバークが会長に就任。また、世界女子王座を引き継ぐ形でWWWA世界シングル王座を創設してバークは自身を初代王者に認定。
ベルト部分の色から「赤いベルト」と呼ばれている。
1954年にバークが初来日を果たした際、防衛戦が行われて来日興行に関わった松永高司がチャンピオンベルトを「世界最高峰」と紹介していた。
バークは1956年の引退までWWWA世界シングル王座を保持していた。
1968年、松永が設立した全日本女子プロレスはバークからWWWA世界王座の管理権を買い取る話を進める。
1970年8月16日、ロサンゼルスで行われた第2代王座決定トーナメントに優勝したマリー・バグノンがバークからチャンピオンベルトを授与されて第2代王者になった。10月15日、京愛子が獲得したことで日本に定着して全日本女子の管理下に置かれた。
全日本女子最強の象徴と称されて、その長い歴史の中で数々の名勝負が行われていた。京は22回連続防衛に成功しており、現在でも日本の女子プロレス史上最多連続防衛記録である。
管理権譲渡を受けた全日本女子はNWAに加盟しており、NWAの規約上加盟団体は独自の王座には「世界」と冠することができなかったが、NWA世界女子王座はNWAの直轄ではないことから（NWA世界女子王者であるファビュラス・ムーラの個人管理）、WWWA世界シングル王座を「世界」と冠することができた。
1997年8月20日、全日本女子の経営危機による所属選手の大量離脱の際、棚ボタ式で堀田祐美子が王者になったことで全日本女子OG達から猛烈な反発があったことからも、女子プロレス界において非常に重要な意味を持つ王座であったことがうかがえる。
1970年10月26日、王者の京が初代チャンピオンベルトをバークに返却された。同年、全日本女子によって2代目チャンピオンベルトが製作された。
1985年8月22日、全日本女子によって3代目チャンピオンベルトが制作された。また、王者のジャガー横田が防衛に成功した際、その功績から横田に2代目チャンピオンベルトが贈呈された。
2005年4月17日、全日本女子の解散により、WWWA世界王座も封印されたがWWWA世界シングル王座だけは最後の王者である前川久美子の希望で管理権が譲渡された。
2006年3月26日、後楽園ホールで開催された「前川久美子引退興行」で、前川を破って王者になった高橋奈苗がチャンピオンベルトを松永に返還して封印された。チャンピオンベルトは松永と親しかった人物に買い取られて保管されている。
2012年1月8日、TOKYO DOME CITY HALLで開催された「ブル中野引退興行」で引退セレモニーが行われて中野からアジャコングにチャンピオンベルトが渡された際、アジャが中野の腰にチャンピオンベルトを巻いたことで一時的に復活を遂げた。6月3日、THE GRAND HALLで開催された「ジャガー横田35周年記念大会」で歴代WWWA世界シングル王者による6人タッグマッチが行われて、横田が所有していた2代目チャンピオンベルトが懸けられたが結局は防衛に成功している。

## 歴代王者
| 歴代   | 選手                 | 戴冠回数 | 防衛回数 | 獲得日付       | 獲得場所 （対戦相手・その他）                                                                        |
| ------ | -------------------- | -------- | -------- | -------------- | --- |
| 初代   | ミルドレッド・バーク | 1        | 670      | 1937年1月28日  | カリフォルニア州ロサンゼルス WWWA会長のミルドレッド・バークが自身を王者に認定 1956年に引退のため返上 |
| 第2代  | マリー・バグノン     | 1        | 2        | 1970年8月16日  | カリフォルニア州ロサンゼルス                                                                         |
| 第3代  | 京愛子               | 1        | 22       | 1970年10月15日 | 足立区体育館                                                                                         |
| 第4代  | ジーン・アントン     | 1        | 0        | 1972年3月9日   | 小田原市体育館                                                                                       |
| 第5代  | 京愛子               | 2        | 3        | 1972年3月15日  | 愛知県体育館                                                                                         |
| 第6代  | サンデー・スター     | 1        | 1        | 1972年4月26日  | 大阪府立体育館                                                                                       |
| 第7代  | 京愛子               | 3        | 0        | 1972年5月24日  | 九電体育館                                                                                           |
| 第8代  | サラ・リー           | 1        | 2        | 1972年7月1日   | 大田区体育館                                                                                         |
| 第9代  | 星野美代子           | 1        | 7        | 1972年7月26日  | 春日部市体育館                                                                                       |
| 第10代 | サンディ・パーカー   | 1        | 0        | 1973年5月15日  | 銚子市体育館                                                                                         |
| 第11代 | 星野美代子           | 2        | 4        | 1973年7月10日  | 笠間市体育館                                                                                         |
| 第12代 | ジャンボ宮本         | 1        | 1        | 1973年11月11日 | 足立区体育館                                                                                         |
| 第13代 | バンビ・ボール       | 1        | 1        | 1974年3月2日   | 後楽園ホール 1974年3月に負傷のため返上                                                               |
| 第14代 | ジャンボ宮本         | 2        | 0        | 1974年3月6日   | 前橋スポーツセンター ジェーン・オブライエン                                                          |
| 第15代 | ジャッキー・ウエスト | 1        | 0        | 1974年4月1日   | 神戸市立王子スポーツセンター                                                                         |
| 第16代 | ジャンボ宮本         | 3        | 10       | 1974年4月24日  | 熊本市体育館                                                                                         |
| 第17代 | マッハ文朱           | 1        | 0        | 1975年3月19日  | 大田区体育館                                                                                         |
| 第18代 | ジャンボ宮本         | 4        | 10       | 1975年4月2日   | 大阪府立体育館                                                                                       |
| 第19代 | 赤城マリ子           | 1        | 1        | 1976年3月15日  | 大田区体育館                                                                                         |
| 第20代 | ジャンボ宮本         | 5        | 1        | 1976年4月17日  | 愛知県体育館                                                                                         |
| 第21代 | マキ上田             | 1        | 1        | 1976年6月8日   | 鳥取市民体育館                                                                                       |
| 第22代 | 赤城マリ子           | 2        | 2        | 1976年11月30日 | 後楽園ホール                                                                                         |
| 第23代 | マキ上田             | 2        | 0        | 1977年7月29日  | 田園コロシアム                                                                                       |
| 第24代 | ジャッキー佐藤       | 1        | 2        | 1977年11月1日  | 日本武道館                                                                                           |
| 第25代 | モンスター・リッパー | 1        | 0        | 1979年7月31日  | 田園コロシアム                                                                                       |
| 第26代 | ジャッキー佐藤       | 2        | 0        | 1979年9月13日  | 池袋スケートセンター                                                                                 |
| 第27代 | モンスター・リッパー | 2        | 0        | 1980年3月15日  | 川崎市体育館 1980年8月8日のジャッキー佐藤戦後に空位                                                  |
| 第28代 | ジャッキー佐藤       | 3        | 0        | 1980年12月16日 | 大田区体育館 ナンシー久美                                                                            |
| 第29代 | ジャガー横田         | 1        | 7        | 1981年2月25日  | 横浜文化体育館                                                                                       |
| 第30代 | パンテラ・スレーニャ | 1        | 0        | 1983年5月7日   | 川崎市体育館                                                                                         |
| 第31代 | ジャガー横田         | 2        | 4        | 1983年6月1日   | 大宮スケートセンター 1985年12月に引退のため返上                                                      |
| 第32代 | デビル雅美           | 1        | 1        | 1985年12月12日 | 大田区体育館 ダンプ松本                                                                              |
| 第33代 | 大森ゆかり           | 1        | 1        | 1986年8月23日  | 川崎市体育館                                                                                         |
| 第34代 | 長与千種             | 1        | 1        | 1987年10月20日 | 大田区体育館                                                                                         |
| 第35代 | ライオネス飛鳥       | 1        | 0        | 1988年8月25日  | 川崎市体育館 1988年8月25日に長与千種の負傷による勝利を理由に返上                                     |
| 第36代 | ライオネス飛鳥       | 2        | 2        | 1989年1月29日  | 後楽園ホール 長与千種 1989年7月19日に引退のため返上                                                  |
| 第37代 | ブル中野             | 1        | 6        | 1990年1月4日   | 後楽園ホール 西脇充子                                                                                |
| 第38代 | アジャコング         | 1        | 5        | 1992年11月26日 | 川崎市体育館                                                                                         |
| 第39代 | 豊田真奈美           | 1        | 1        | 1995年3月26日  | 横浜アリーナ                                                                                         |
| 第40代 | アジャコング         | 2        | 0        | 1995年6月27日  | 札幌中島スポーツセンター                                                                             |
| 第41代 | ダイナマイト関西     | 1        | 1        | 1995年8月30日  | 大阪府立体育会館                                                                                     |
| 第42代 | 豊田真奈美           | 2        | 3        | 1995年12月4日  | 両国国技館                                                                                           |
| 第43代 | 井上京子             | 1        | 3        | 1996年12月8日  | 両国国技館 1997年5月11日の伊藤薫戦が引き分けだったことを理由に返上                                   |
| 第44代 | 井上京子             | 2        | 0        | 1997年6月18日  | 札幌中島スポーツセンター 伊藤薫                                                                      |
| 第45代 | 堀田祐美子           | 1        | 2        | 1997年8月20日  | 日本武道館                                                                                           |
| 第46代 | 神取忍               | 1        | 2        | 1998年3月21日  | 後楽園ホール                                                                                         |
| 第47代 | 堀田祐美子           | 2        | 0        | 1999年3月21日  | 国立代々木競技場第二体育館                                                                           |
| 第48代 | 井上京子             | 3        | 1        | 1999年7月11日  | フジテレビ屋上庭園                                                                                   |
| 第49代 | 堀田祐美子           | 3        | 1        | 1999年10月20日 | 博多スターレーン                                                                                     |
| 第50代 | 豊田真奈美           | 3        | 2        | 2000年1月4日   | 後楽園ホール                                                                                         |
| 第51代 | 伊藤薫               | 1        | 2        | 2000年9月17日  | ディファ有明                                                                                         |
| 第52代 | 豊田真奈美           | 4        | 0        | 2002年2月24日  | 横浜文化体育館                                                                                       |
| 第53代 | 伊藤薫               | 2        | 1        | 2002年7月6日   | 大田区体育館                                                                                         |
| 第54代 | 中西百重             | 1        | 2        | 2002年10月20日 | 川崎市体育館                                                                                         |
| 第55代 | 浜田文子             | 1        | 2        | 2003年5月11日  | 横浜アリーナ                                                                                         |
| 第56代 | アメージング・コング | 1        | 0        | 2004年1月4日   | 後楽園ホール                                                                                         |
| 第57代 | 浜田文子             | 2        | 1        | 2004年5月2日   | 後楽園ホール                                                                                         |
| 第58代 | 高橋奈苗             | 1        | 0        | 2004年12月12日 | 川崎市体育館 2004年12月29日に負傷のため返上                                                          |
| 第59代 | 前川久美子           | 1        | 0        | 2005年1月3日   | 後楽園ホール 浜田文子                                                                                |
| 第60代 | 高橋奈苗             | 2        | 0        | 2006年3月26日  | 後楽園ホール 2006年3月26日封印                                                                       |

## 主な記録
- 最多戴冠：ジャンボ宮本（5回）
- 最多連続防衛：京愛子（22回）
- 最多通算防衛：京愛子（25回）
- 最年少戴冠：マッハ文朱（16歳0ヶ月）
- デビュー後最短戴冠：マッハ文朱（7ヶ月）
- 連続最長保持期間記録：ブル中野（1057日）
- 通算保持期間記録：ジャガー横田（4年9ヶ月）